# NGC 5168
NGC 5168 ist ein offener Sternhaufen im Sternbild Zentaur und hat eine Winkelausdehnung von 4,0' und eine scheinbare Helligkeit von 9,1 mag. Er wurde am 16. Juni 1835 von John Herschel entdeckt und wird auch als OCL 905 oder ESO 132-SC10 bezeichnet.